# Palazzo Grifoni-Libri
Palazzo Grifoni-Libri è un edificio storico di Firenze, situato in via de' Neri 4, angolo via delle Brache e con un affaccio posterioire su via del Canto Rivolto.

## Storia e descrizione

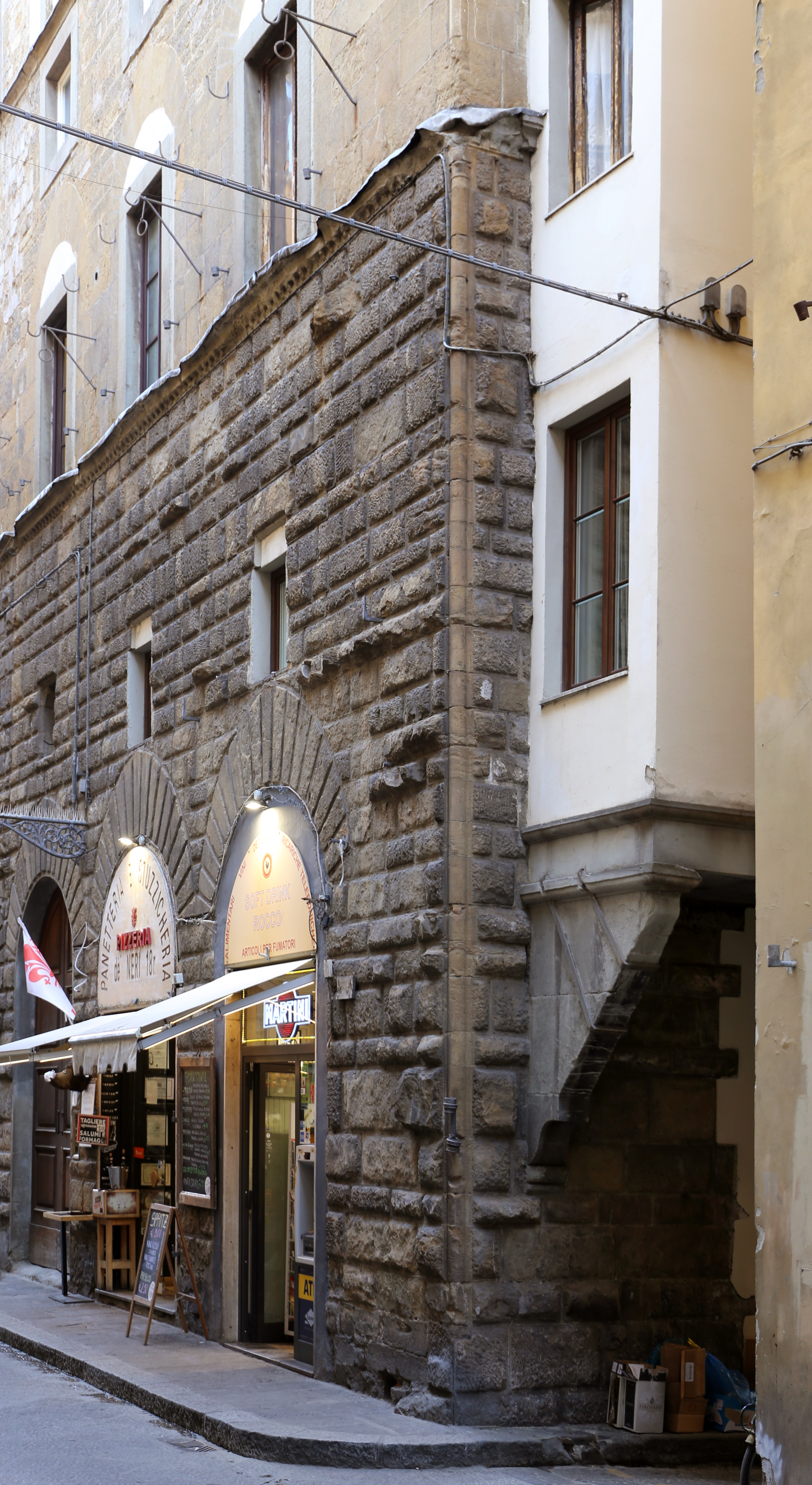
L'angolo con lungo colonnino scolpito

Il grande edificio presenta caratteri che ne fanno risalire l'edificazione tra la fine del Trecento e i primi del Quattrocento, quando formava un'unica fabbrica con il palazzo Nori al n. 6, apparendo decisamente rappresentativo di quello che Walther Limburger definiva "stile di transizione".
Già dei Rustici e dei Davanzati, è stato (oramai separato dal precedente e a partire dalla metà del Cinquecento) a lungo della famiglia Grifoni, che a metà Settecento ne condivideva in parte la proprietà con quella dei Libri. Tale situazione è documentata da una serie di raffinati cabrei disegnati da G. Medici nel 1766, conservati presso l'Archivio di Stato di Firenze e pubblicati da Gian Luigi Maffei. Le piante, i prospetti e le sezioni trasversali mostrano nei minimi dettagli l'organizzazione degli spazi a questa altezza cronologica, chiarendo come il primo fornice a sinistra nasca dalla chiusura frontale del vicolo del Canto Rivolto, a determinare al piano terreno gli spazi per una bottega (al tempo ad uso di parrucchiere), e al primo piano una sala di pertinenza del successivo palazzo Nori. I due fornici sul lato opposto, al tempo tamponati e oggi di accesso a esercizi commerciali, chiudevano sulla strada la loggia che guardava l'ampio cortile interno.
Da questa stessa loggia partiva la scala nobile che ancora oggi si sviluppa sullo sporto che aggetta su via delle Brache. Su via delle Brache, del Canto Rivolto e del successivo vicolo si aprivano gli accessi alle rimesse e alle stalle. Il terzo piano su via de' Neri è documentato nei disegni unicamente in corrispondenza dei tre assi a sinistra mentre, sull'altro lato, l'edificio si concludeva con un basso mezzanino. Lo stato attuale dei fronti non mostra significative varianti rispetto a quanto documentato, compresi gli accessi carrabili alle rimesse di via del Canto Rivolto, eccezion fatta per l'ampliamento del mezzanino alla stessa altezza del terzo piano.
Il palazzo presenta attualmente su tutto il fronte numerosi ferri da facciata (quelli da stanga probabilmente sostituiti o integrati nei restauri intercorsi tra Ottocento e Novecento) e un bel ferro da bandiera sulla cantonata che si determina su via delle Brache. Su quest'ultimo fianco è notevole, come già abbiamo accennato, l'estensione dell'edificio sullo sporto (che nel cabrei è indicato con la denominazione di tamburo pensile), retto da possenti mensoloni in pietra che in questo caso seguono l'andamento della scala determinando una serie di volumi oltremodo articolati, che rendono questa via una delle più "pittoresche" della zona, nel restituirci ancora l'atmosfera della Firenze medioevale.

### Tabernacolo

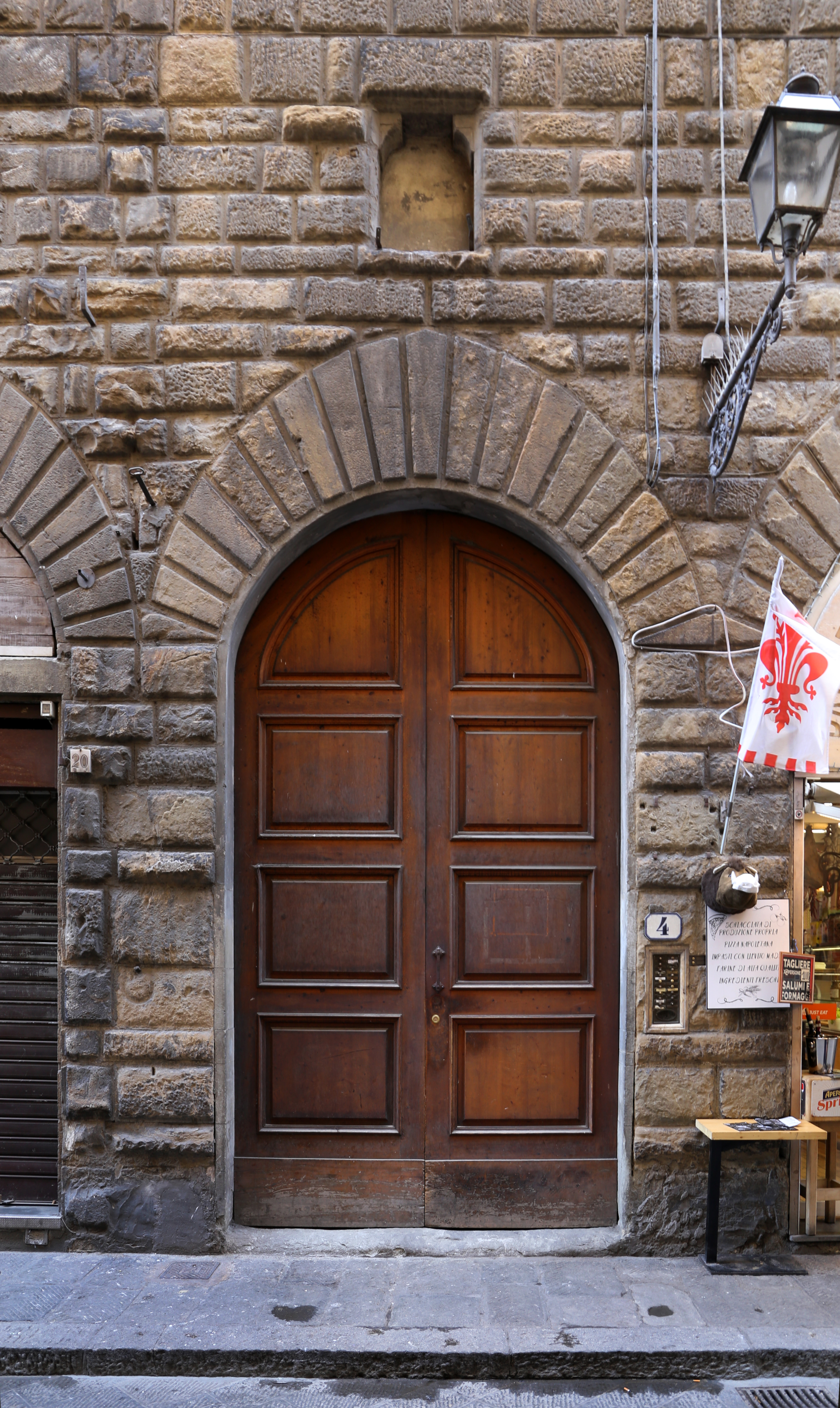
Uno dei portali

Sotto gli sporti del palazzo si trova oggi una semplice nicchia vuota. Tuttavia il repertorio dei tabernacoli del Guarnieri riporta come qui fosse conservata una Madonna col Bambino e angeli in stucco, buona copia antica di un prototipo di Antonio Rossellino (la Madonna di Leningrado), dotata di cornice originale e qui collocata ai primi del Novecento. L'autore la dice la migliore tra le copie sparese in altri tabernacoli cittadini (via dei Pescioni, via Faenza, piazzale Donatello, via Montanelli), che venne rimossa per restauri e ripristinata nel 2022, pur senza più la cornice. 

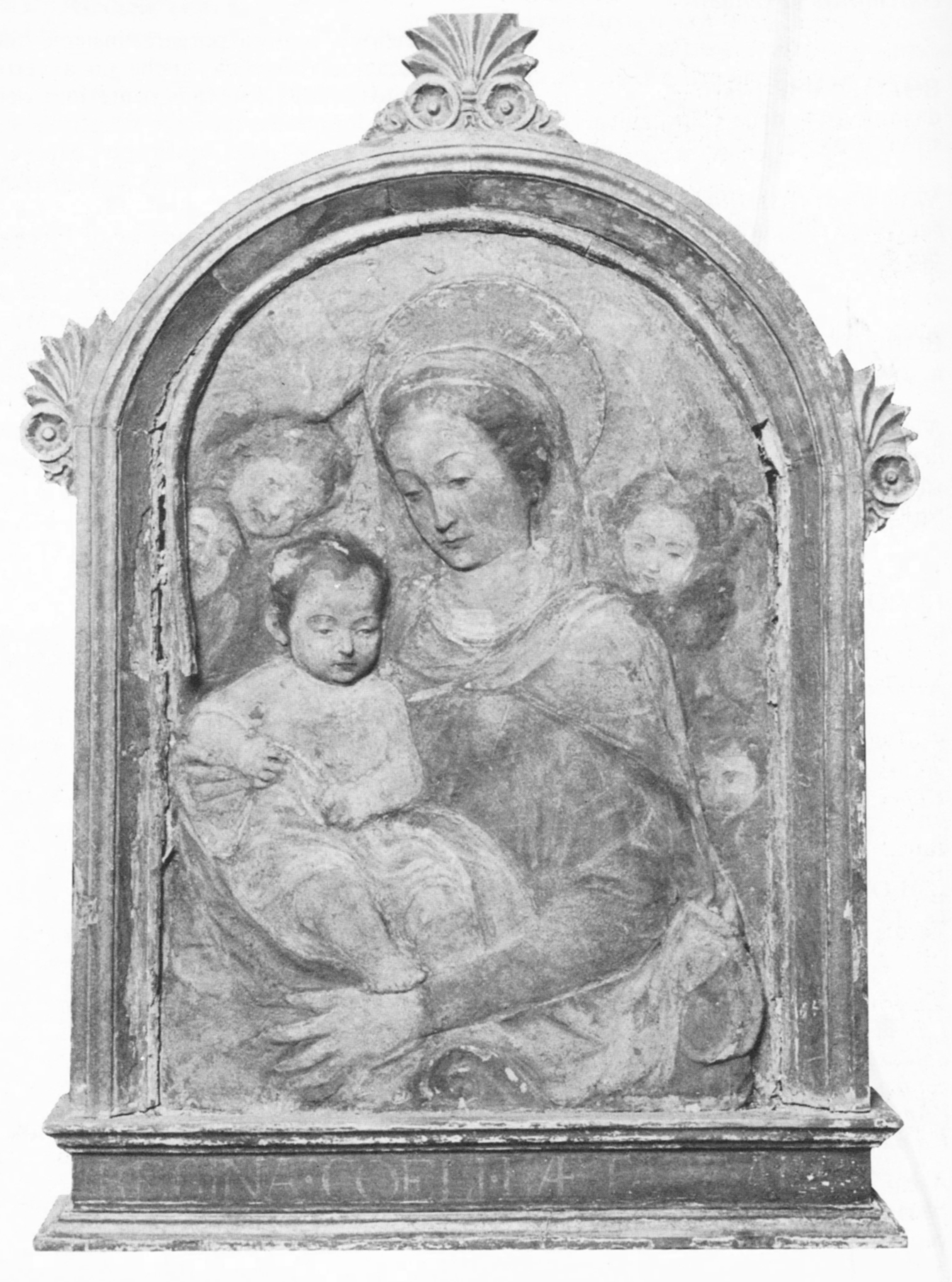
Il tabernacolo da una Madonna del Rossellino, col la cornice originale
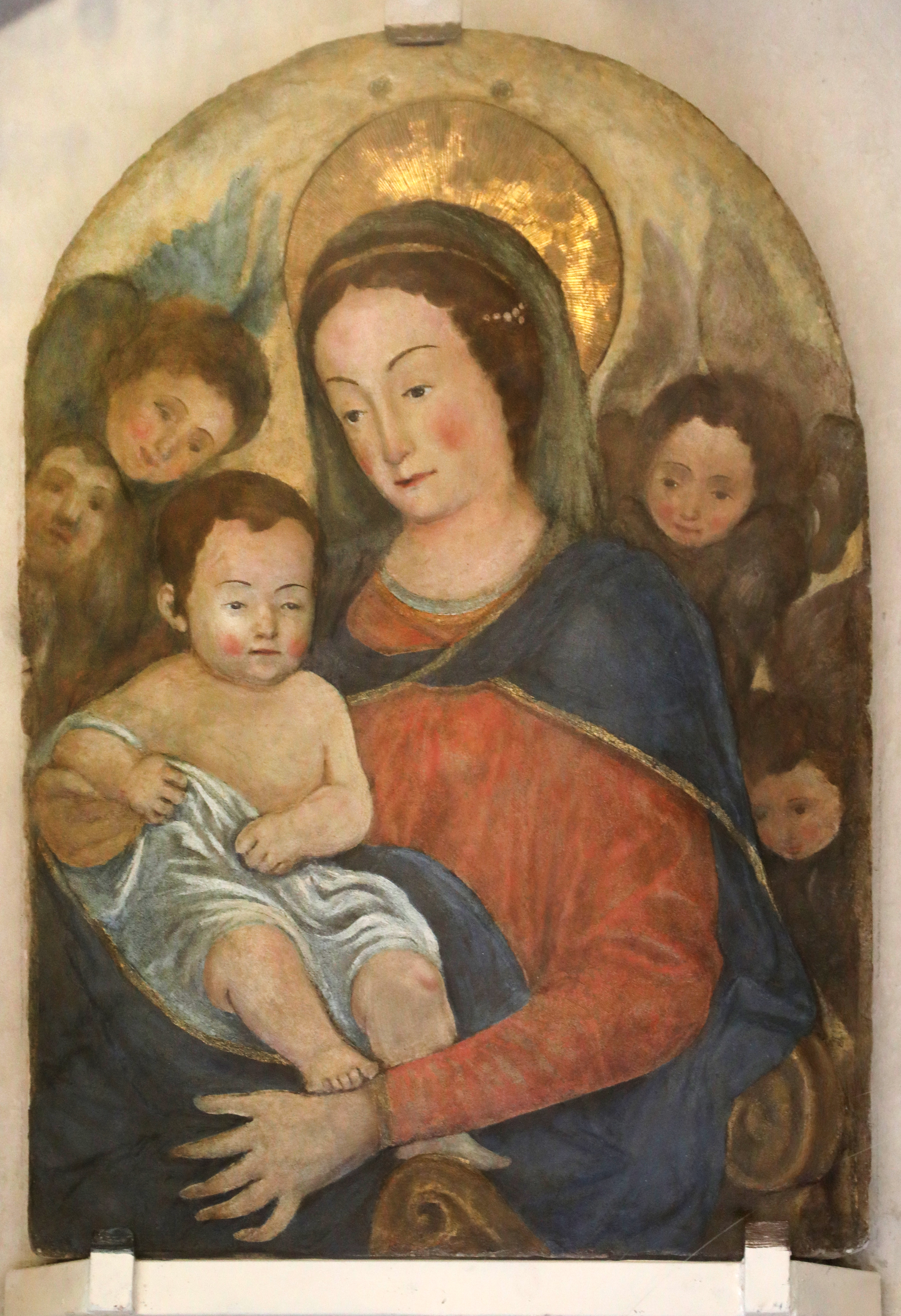
Il tabernacolo oggi

## Bibliografia

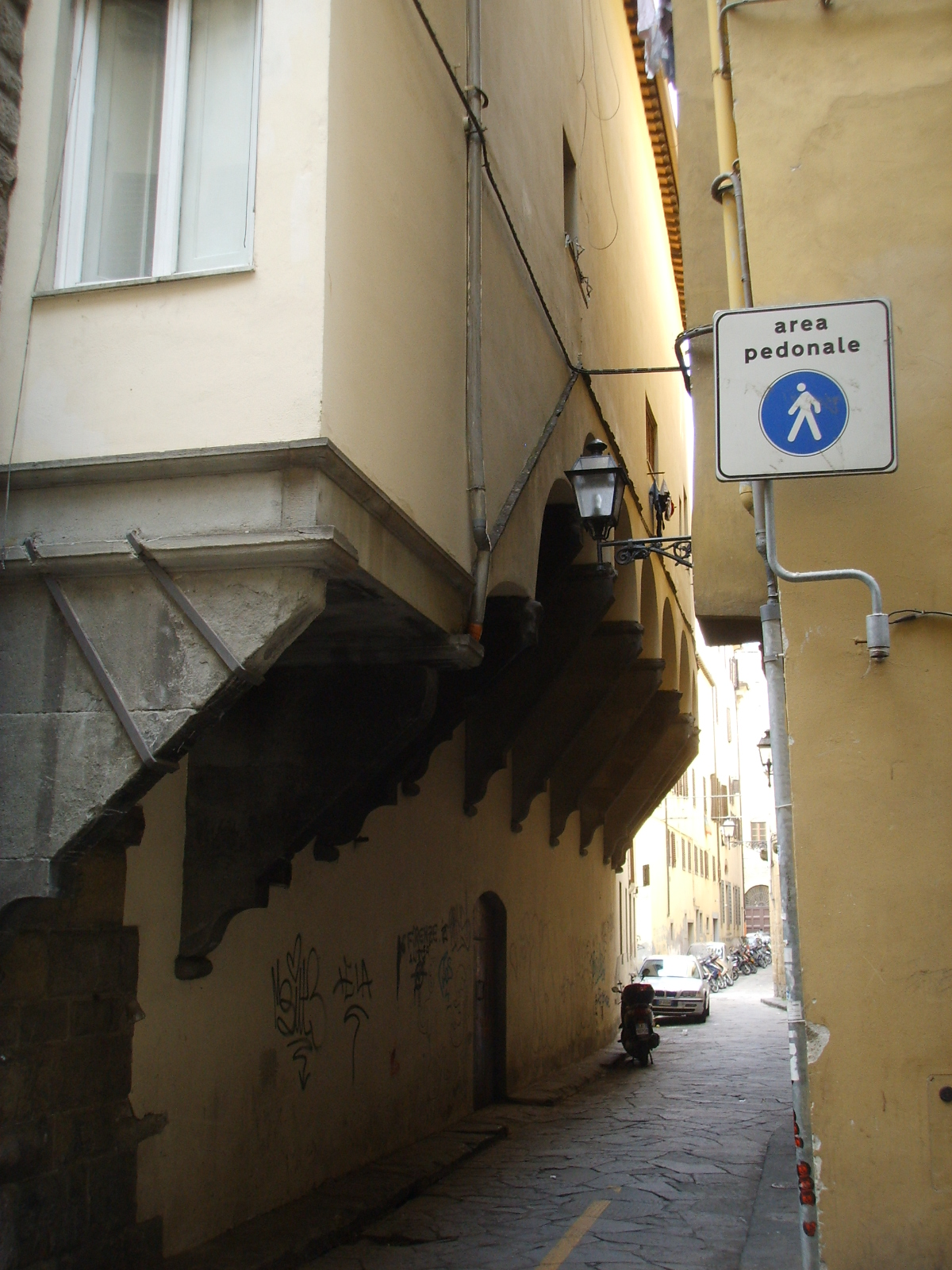
Sporti su via delle Brache